# Klaus Gysi

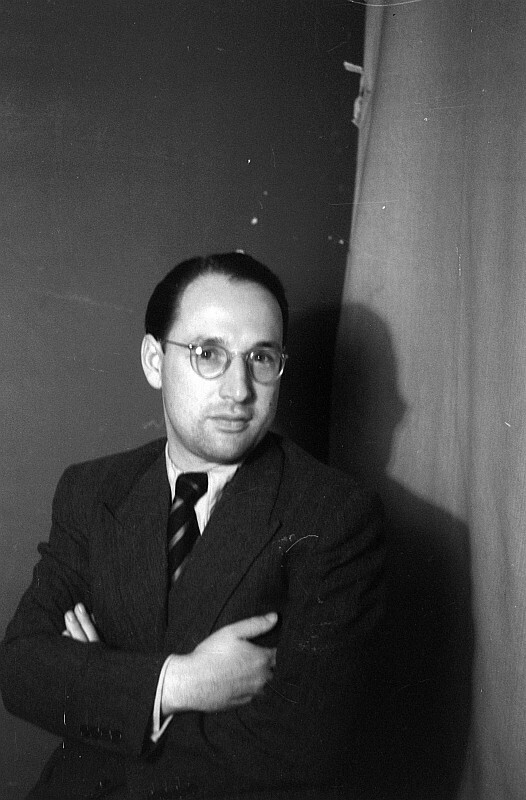
Klaus Gysi, 1946

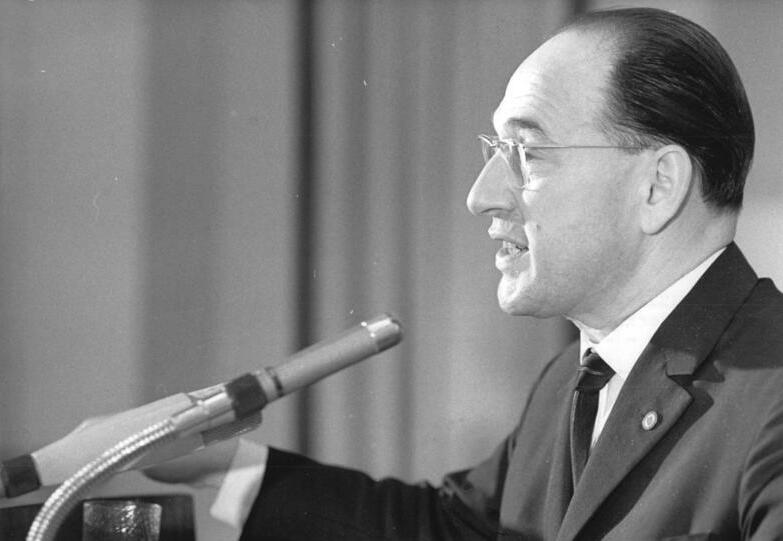
Klaus Gysi auf der Jahreskonferenz des Deutschen Schriftstellerverbandes in Ost-Berlin 1966

Klaus Gysi (* 3. März 1912 in Neukölln; † 6. März 1999 in Berlin) war ein deutscher kommunistischer Politiker (KPD, SED). Im kommunistischen Widerstand gegen den Nationalsozialismus aktiv, war er von 1957 bis 1966 Leiter des Aufbau-Verlags, 1956 bis 1965 als Inoffizieller Mitarbeiter  (IM) „Kurt“ für das Ministerium für Staatssicherheit  (MfS) tätig, 1966 bis 1973 Minister für Kultur, 1973 bis 1978 Botschafter in Italien, im Vatikan und in Malta und von 1979 bis 1988 Staatssekretär für Kirchenfragen der DDR. In seinen Funktionen war er mitverantwortlich für die Überwachung und Einflussnahme auf kulturelle und kirchliche Aktivitäten in der DDR, in enger Zusammenarbeit mit der Stasi sowie Zensur-Lektoren.

## Leben
Gysi war Sohn des Arztes Hermann Gysi (1888–1950) und der Buchhalterin Erna Potolowsky (1893–1966). Väterlicherseits stammte er aus einer Berliner Familie, deren Stammvater, der Seidenfärber Samuel Gysin (* 1681), im frühen 18. Jahrhundert aus Läufelfingen (Schweiz) eingewandert war. Über seine Mutter war er jüdischer Herkunft. Klaus Gysi besuchte die Volksschule im Berliner Bezirk Neukölln und das Realgymnasium. Die Eltern ließen sich 1929 scheiden. 1931 legte er nach dem Besuch der Odenwaldschule das Abitur in Darmstadt ab.
Er war seit 1928 Mitglied des Kommunistischen Jugendverbandes Deutschlands, der Internationalen Arbeiterhilfe und des Sozialistischen Schülerbundes (SSB) und trat 1931 der KPD bei. Zeitweise wirkte er als Jugendfunktionär der KP in Hessen. Er studierte von 1931 bis 1935 Volkswirtschaftslehre in Frankfurt am Main, an der Sorbonne in Paris und in Berlin.
Von 1931 an war Gysi in der Roten Studentenbewegung aktiv. Nach Machtergreifung der Nationalsozialisten gehörte Gysi zusammen mit Gerhard Fuchs (1899–1995), Kommunist und Widerstandskämpfer, Wilhelm Girnus und anderen zu einer Widerstandsgruppe kommunistischer Studierender, die einige Jahre lang an den Berliner Hochschulen sehr aktiv war. Die Gruppe wurde 1935 von der Gestapo zerschlagen. Einige Beteiligte wurden verhaftet, andere konnten ins Ausland fliehen. Gysi ging 1936 nach Cambridge und wurde 1939 Mitglied der Studentenleitung der KPD in Paris. Von 1939 bis 1940 war er in französischen Lagern interniert. Beim Einmarsch der deutschen Wehrmacht konnte er untertauchen. Mitten im Krieg kehrte er 1940 auf KPD-Beschluss mit Irene Lessing (Schwester von Gottfried Lessing) nach Deutschland zurück, was zu diesem Zeitpunkt ein hohes Risiko bedeutete, da die Nationalsozialisten Klaus Gysi als sogenannten „Halbjuden“ und Kommunisten verfolgten. Mit Glück und Geschick überlebten die beiden die fünf Jahre bis Kriegsende in der Illegalität Berlins und heirateten 1945. Gysi war in dieser Zeit freischaffend wissenschaftlicher Mitarbeiter des Verlags Hoppenstedt & Co. und auch weiterhin illegal politisch tätig.
Nach der Vereinigung von SPD und KPD wurde Gysi 1946 Mitglied der SED. Von 1945 bis 1948 war er Chefredakteur der kulturpolitischen Monatsschrift Aufbau, von 1945 bis 1977 Mitglied des Präsidialrates, Bundessekretär und schließlich Mitglied des Präsidiums des Kulturbundes und von 1949 bis 1954 Abgeordneter der Volkskammer. Von 1952 bis 1957 arbeitete er beim Verlag Volk und Wissen und war danach bis 1966 als Nachfolger von Walter Janka Leiter des Aufbau-Verlages. Von 1956 bis 1964 arbeitete Gysi als inoffizieller Mitarbeiter unter dem Decknamen „Kurt“ für das Ministerium für Staatssicherheit.
Ab 1963 war Gysi Mitglied der Westkommission und von 1966 bis 1973 der Kulturkommission des Politbüros des ZK der SED, das ihn in dieser Zeit als Minister für Kultur einsetzte, womit er auch Verantwortung trug für die Zensur in der DDR. Von 1967 bis März 1990 war er wieder Abgeordneter der Volkskammer.
Von 1973 bis 1978 war Gysi Botschafter in Italien, im Vatikan und in Malta. Anschließend war er von Dezember 1978 bis 1979 Generalsekretär des offiziösen DDR-Komitees für Europäische Sicherheit und Zusammenarbeit, das der Vorbereitung der KSZE diente. Von 7. November 1979 bis 13. Juli 1988 war Gysi, Leiter des Staatssekretariats für Kirchenfragen. In dieser Funktion unterzeichnete er 1985 den Befehl zur Sprengung der Berliner Versöhnungskirche.
1988 wird sein Ausscheiden aus „gesundheitlichen Gründen“ begründet. Vorausgegangen war am 19. Februar 1988, dass SED-Politbüromitglied Werner Jarowinsky am 19. Februar 1988 Landesbischof Leich (BEK) im Staatsratsgebäude die vertrauliche Erklärung „Zu prinzipiellen Fragen der Beziehungen zwischen Staat und Kirche“ vorträgt, ohne Gysi einzubeziehen. Die Erklärung wird erst am 14. November 1988 in der FAZ vollständig abgedruckt. Im Verlauf des Jahres 1988 kommt es u. a. in diesem Zusammenhang zu wiederholten Eingriffen der DDR-Zensur in die ohnehin eingeschränkte Pressearbeit der Kirchen.
1990 blieb er auch nach der Umbenennung der SED in PDS dort Mitglied.

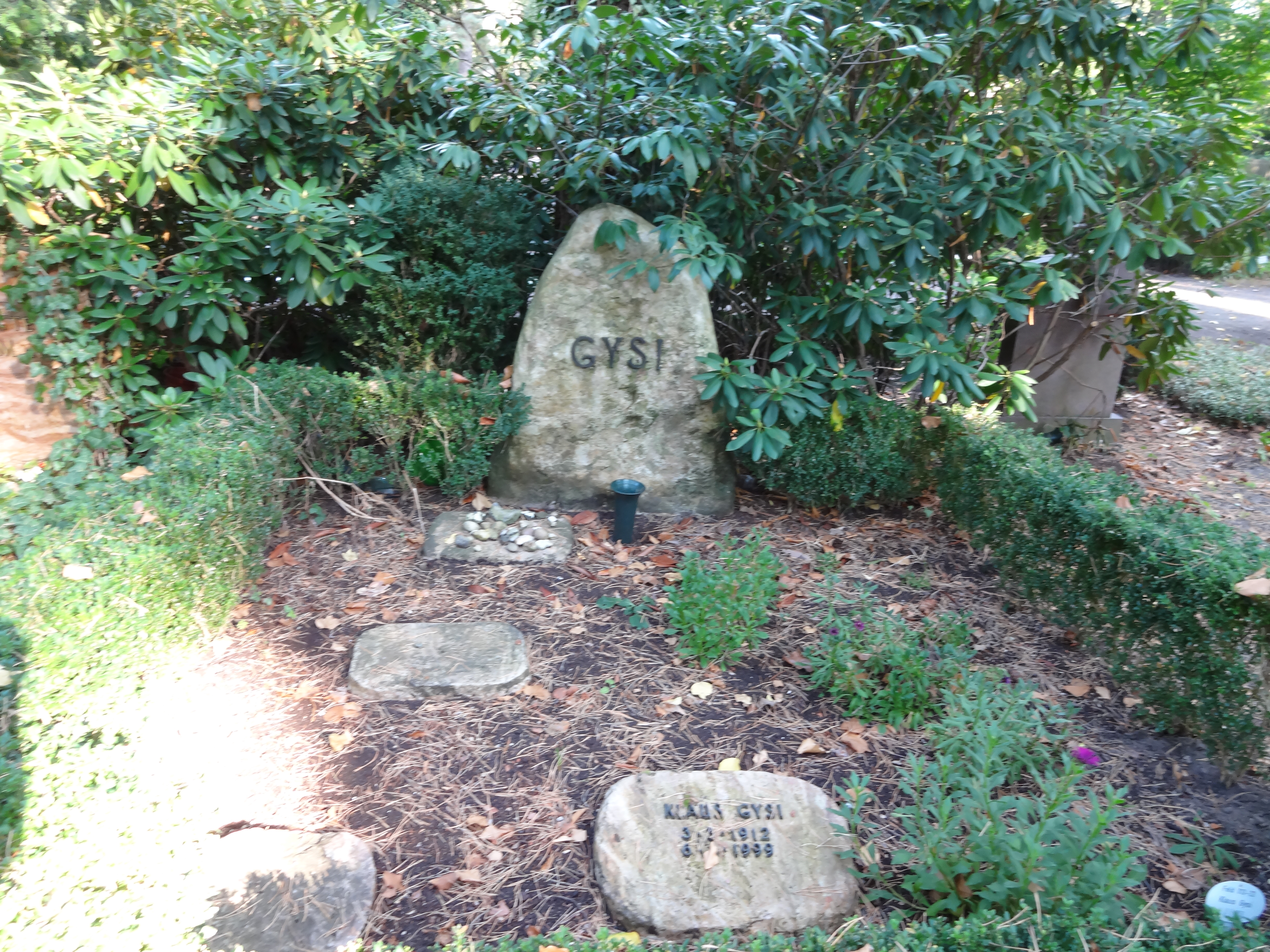
Grabstätte

Gysi lebte in Berlin-Johannisthal. Er starb am 6. März 1999 im Alter von 87 Jahren und wurde auf dem Dahlemer Waldfriedhof in Berlin-Zehlendorf bestattet. (Grablage Feld 013-22) Der Spiegel schrieb in seinem Nachruf, Gysi sei „jahrzehntelang das eloquente kultur- und kirchenpolitische Aushängeschild“ der DDR gewesen; der großbürgerlich geprägte Kulturfunktionär habe „weltmännisch, aber linientreu“ gehandelt. Christoph Dieckmann bezeichnete Gysi 2008 als „hochkultivierte[n] Zyniker“ und Teil des „roten Adels der DDR“.
Klaus Gysi war dreimal verheiratet und hatte sieben Kinder, darunter:
- Gabriele Gysi (geboren 1946) ist Schauspielerin und reiste 1985 aus der DDR aus.
- Gregor Gysi (geboren 1948) arbeitete in der DDR als Rechtsanwalt. Von 1990 bis 1993 war er Vorsitzender der PDS und ist bis heute einer der prominentesten Politiker der Linken.
- Andreas Goldstein (geboren 1964) ist Theaterwissenschaftler und Regisseur. Er drehte über Gysi den Dokumentarfilm „Der Funktionär“ (2018).[16]

## Auszeichnungen und Ehrungen
- 1969:  Banner der Arbeit[17]
- 1970:  Erinnerungsmedaille des Ministeriums für Staatssicherheit[17]
- 1970:  Lenin-Erinnerungsmedaille[17]
- 1962:  Vaterländischer Verdienstorden in Silber, 1972 in Gold, 1982 Ehrenspange zum Vaterländischen Verdienstorden[17]
- 1977:  Karl-Marx-Orden[17]
- 1987:  Großen Stern der Völkerfreundschaft[17]
- 1987:  Ehrendoktor der Friedrich-Schiller-Universität Jena[17]